# Contea di Erie (New York)
La contea di Erie (in inglese Erie County) è una contea dell'area occidentale dello Stato di New York negli Stati Uniti. Il capoluogo è Buffalo.

## Geografia fisica
La contea si trova nell'ovest dello Stato, a ovest si affaccia sul lago Erie e a nord-ovest il fiume Niagara segna il confine con la provincia canadese dell'Ontario.
Il territorio è prevalentemente pianeggiante a nord ed a ovest mentre è prevalentemente collinare nell'area centro-orientale. La massima altitudine di 591 metri è raggiunta nel sud-est nel territorio della città di Sardinia. Il confine settentrionale è segnato dal fiume Tonawanda che scorrendo da est a ovest sfocia nel fiume Niagara.
Nell'area settentrionale scorre l'Ellicott Creek, un altro affluente del fiume Niagara. Nell'area centrale scorre il Buffalo Creek che riceve le acque del Cayuga Creeke prima di sfociare nel lago Erie a Buffalo riceve il Cazenovia Creek. Il confine meridionale è segnato dal fiume Cattaraugas che scorre da est ad ovest e sfocia nel lago Erie. La contea comprende la Grand Island nel Niagara.
Tra le aree protette, troviamo l'Amherst State Park. Nella contea si trovano inoltre due riserve indiane: di Cattaraugus e di Tonawanda. Buffalo ospita l'Università di Buffalo.

### Contee e municipalità confinanti
- Contea di Niagara - nord
- Contea di Genesee - nord-est
- Contea di Wyoming - est
- Contea di Cattaraugus - sud
- Contea di Chautauqua - sud-ovest
- Municipalità regionale di Niagara (Ontario, Canada) - nord-ovest

## Storia
I primi abitanti del territorio contea furono i nativi irochesi. Quando furono istituite le Province di New York nel 1683, l'area dell'attuale contea faceva parte della contea di Albany. La contea di Erie fu istituita nel 1821 e fu chiamata così in nome di un popolo nativo.

## Riserve indiane
Nel territorio della contea sono presenti due riserve indiane che ospitano indiani Seneca. 
Nel nord-est è situata la riserva di Tonawanda e a sud-ovest la riserva Cattaraugus.

## Comuni

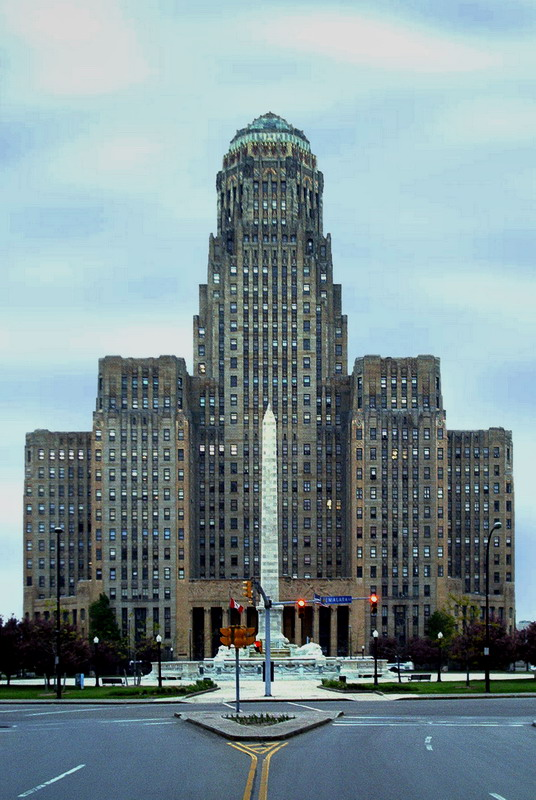
Il municipio di Buffalo

Lista dei Comuni:
| - Akron - village - Alden - town - Amherst - town - Angola - village - Aurora - town - Blasdell - village - Boston - town - Brant - town - Buffalo (capoluogo) - city - Cheektowaga - town - Clarence - town - Colden - town - Collins - town | - Concord - town - Depew - village - East Aurora - village - Eden - town - Elma - town - Evans - town - Farnham - village - Grand Island - town - Hamburg - town - Holland - town - Kenmore - village - Lackawanna - city - Lancaster - town | - Marilla - town - Newstead - town - North Collins - town - Orchard Park - town - Sardinia - town - Sloan - village - Springville - village - Tonawanda - city - Wales - town - West Seneca - town - Williamsville - village |